# Faraj Qarayev
Faraj Qarayev (en azerí: Fərəc Qarayev; Bakú, 19 de diciembre de 1943) es un compositor de Azerbaiyán, condecorado como Artista del Pueblo de la República de Azerbaiyán.

## Biografía
Faraj Qarayev nació el 19 de diciembre de 1943 en Bakú, en la familia del famoso compositor de Azerbaiyán, Qara Qarayev. En 1966 se graduó de la Academia de Música de Bakú y empezó a enseñar en esta academia. Desde 1999 es profesor del Conservatorio de Moscú. En 1994-1996 fue vicepresidente de la Asociación para la Música Contemporánea. 
Faraj Qarayev recibió el título “Artista del pueblo de la República de Azerbaiyán” en 2018.

## Premios y títulos
- Artista de Honor de la RSS de Azerbaiyán (1982)
- Premio Nacional “Humay” (1999)
- Artista del pueblo de la República de Azerbaiyán (2018)